# 藍鷹航空航點
以下是藍鷹航空的目的地（2009年2月）[https://web.archive.org/web/20100804034000/http://www.aigle-azur.fr/Fr/Index.jsp?mod=1050&rub=1374&srub=1388%5D%EF%BC%9A

## 非洲
- 阿爾及利亞
  - 阿爾及爾（阿尔及尔－胡阿里·布迈丁国际机场）樞紐機場
  - 安納巴（拉巴比塔特機場）
  - 巴特納（巴特納機場）
  - 貝賈亞（Soummam機場）
  - 比斯克拉（比斯克拉機場）
  - 謝利夫（謝利夫國際機場）
  - 君士坦丁（穆罕默德布迪亞夫國際機場）
  - Djanet（Djanet Inedbirene Airport）
  - Ghardaia（Noumerate Airport）
  - Hassi Messaoud（Oued Irara Airport）
  - 奧蘭（奧蘭機場）
  - 塞提夫（塞提夫機場（英语：Ain Arnat Airport））
  - 塔曼拉塞特（塔曼拉塞特機場）
  - 特萊姆森（勒伊拉Sebbar機場）
- 馬里
  - 巴馬科（巴馬科國際機場）
- 摩洛哥
  - 阿加迪爾（阿加迪爾-艾前進機場）
- 突尼西亞
  - 杰尔巴（杰尔巴－杰尔吉斯国际机场）

## 歐洲
- 法國
  - 里爾（里爾國際機場）
  - 里昂（里昂－圣埃克絮佩里机场）
  - 馬塞（马赛普罗旺斯机场）
  - 米盧斯（巴塞尔－米卢斯－弗赖堡欧洲机场）
  - 巴黎
    - （巴黎－夏尔·戴高乐机场）
    - （巴黎－奥利机场）樞紐機場

  - 圖盧茲（图卢兹－布拉尼亚克机场）
- 葡萄牙
  - 法魯（法魯機場）
  - 里斯本（里斯本機場）
  - 波圖（弗朗西斯科·薩·卡內羅機場）

## 亚洲
- 中国
  - 北京（北京首都国际机场）预计2014年6月18日通航，每周三班法国蓝鹰航空获批开通北京飞巴黎航线 （页面存档备份，存于）